# El sabueso de Florencia
El sabueso de Florencia (en alemán: Der Hund von Florenz) es una novela escrita en 1923 por Felix Salten. En la actualidad es más conocida por inspirar la película de 1959 de Walt Disney The Shaggy Dog. La novela se tradujo inicialmente al inglés en 1930 por Huntley Paterson, The Hound of Florence, con ilustraciones de Kurt Wiese.

## Argumento
Se trata de una historia de aventuras dirigida al público joven  austriaco e italiano del siglo XVIII. Narra las aventuras de un adolescente de origen italiano, llamado Lukas Grassi, huérfano de padres, que vive pobremente en Viena y que anhela regresar a su país natal. Su mayor deseo es estudiar arte en Florencia. Por arte de magia, su deseo le es concedido, a cambio de que cada dos días se convierta en el perro del Archiduque Ludwig, de nombre Kambyses. De ese modo, alternando su condición humana y canina, viaja de Viena a Florencia junto con las tropas del Archiduque. Es el único libro de Salten en el que suceden hechos sobrenaturales, mostrando una influencia notable de E. T. A. Hoffmann.

## Contexto
El libro tiene un fondo autobiográfico. En la década de 1890 Salten se había hecho amigo y confidente del archiduque austriaco Leopold Ferdinand, y en su novela utiliza sus experiencias con el archiduque y sus hermanos. En 1907 ya tenía prácticamente terminado el manuscrito, según le mencionó a Arthur Schnitzler, ambos miembros del Joven Viena. Sin embargo, no publicó el libro hasta 1921.
Según el biógrafo de Salten Beverley Driver Eddy, la fuerza la novela radica en la representación del perro Kambyses: «una brillante interpretación del carácter de un perro». Salten era un amante y apasionado de los perros y mantuvo relación con ellos la mayor parte de su vida.
Además, en la novela también aparecen elementos que son recurrentes en su obra, como la profunda división entre ricos y pobres, así como una fuerte crítica hacia la nobleza.

## Estructura
El libro está escrito en una pieza. No hay división entre capítulos. En la década de 1920 las ediciones de lengua alemana, puesta en circulación en Frankfurt, utilizaban una línea decorada para dividir el texto en grandes secciones, y a partir de la edición de 1880 se hizo uso de asteriscos.
El final del libro difiere mucho en alemán y en la traducción inglesa. La versión alemana acaba en tragedia: el archiduque acuchilla al perro, matando a Lukas. En la traducción inglesa, se añadieron seis nuevas páginas que cambiaron el final: Lukas sobrevive, consigue curarse y se une con la cortesana. Después de mucho tiempo sin reimprimirse, en 2014 se publicó una nueva edición inglesa, ilustrada por Richard Cowdrey, que incluía los dos finales.